# A Pair of Schemers; or, My Wife and My Uncle
A Pair of Schemers; or, My Wife and My Uncle è un cortometraggio muto del 1910. Il nome del regista non viene riportato nei credit del film che è interpretato da Florence Turner e Maurice Costello, due tra gli attori più conosciuti di quel periodo.

## Produzione
Il film venne prodotto dalla Vitagraph Company of America.

## Distribuzione
Distribuito dalla Vitagraph Company of America, il film - un cortometraggio di 227 metri - uscì nelle sale statunitensi il 22 gennaio 1910. Nelle proiezioni, veniva programmato con il sistema dello split reel, accorpato in un'unica bobina con un altro cortometraggio prodotto dalla Vitagraph, Five Minutes to Twelve.